# Sehirinae
Sous-famille
Les Sehirinae sont une sous-famille d'insectes du sous-ordre des hétéroptères (punaises), de la famille des Cydnidae.

## Historique et dénomination
La sous-famille a été décrite par les entomologistes français Charles Jean-Baptiste Amyot et Jean Guillaume Audinet-Serville en 1843.

## Taxinomie
La sous-famille comprend deux tribus :
- tribu des Amaucorini :
  - Amaurocoris Stål 1865
  - Linospa Signoret 1881
- tribu des Sehirini :
  - Adomerus Mulsant & Rey 1866
  - Canthophorus Mulsant & Rey 1866
  - Crocistethus Fieber 1860
  - Exosehirus Wagner 1963
  - Legnotus Schiødte 1848
  - Ochetostethus Fieber 1860
  - Sehirus Amyot & Serville 1843
  - Singeria Wagner 1955
  - Tritomegas Amyot & Serville 1843